# Painted Hills
Painted Hills – jednostka osadnicza w Stanach Zjednoczonych, w stanie Indiana, w hrabstwie Morgan.